# Mischocyttarus confirmatus
Mischocyttarus confirmatus är en getingart som beskrevs av Zikan 1935. Mischocyttarus confirmatus ingår i släktet Mischocyttarus och familjen getingar. Inga underarter finns listade i Catalogue of Life.